# Ryszard Hajduk
Ryszard Hajduk (ur. 10 kwietnia 1920 w Giszowcu (ob. część Katowic), zm. 25 listopada 1982 we Wrocławiu) – polski dziennikarz i historyk, poseł na Sejm PRL II, III, IV, V, VII i VIII kadencji (1957–1972 i 1976–1982). Budowniczy Polski Ludowej.

## Życiorys
Ryszard Hajduk urodził się na osiedlu górniczym Giszowiec w pobliżu Katowic i tam też spędził dzieciństwo. Jego ojciec Wincenty był górnikiem. Matka Marta Żołna pochodziła z ziemi pszczyńskiej.
W 1936 przeniósł się z katowickiego gimnazjum im. Adama Mickiewicza do gimnazjum w Warszawie. W 1939 zdał dużą maturę. Do przyszłej pracy dziennikarskiej przysposobił się na kursach Instytutu Nauk Społecznych. W 1939 zadebiutował jako publicysta w jednym z katowickich dzienników i jako nowelista w warszawskim miesięczniku „Skawa”.
Uchodząc w czasie II wojny światowej z Warszawy na wschód, 13 września pod Brześciem nad Bugiem zgarnięty został przez oddział Feldgendarmerie i osadzony jako jeniec cywilny w obozach na terenie Prus Wschodnich, najpierw w Prabutach, potem w Olsztynku. W listopadzie 1939 zbiegł z transportu, by dotrzeć na Górny Śląsk do rodziców, skąd w marcu 1940 przedostaje się do Zagłębia Dąbrowskiego, by zatrudnić się jako „siła biurowa” znająca język niemiecki w starostwie w Będzinie. 13 sierpnia 1940 został jednak aresztowany przez Gestapo, ponieważ jako pracownik niemieckiego urzędu zadeklarował jako ojczysty język polski. Trafił do więzienia na Radosze w Sosnowcu, skąd po paru tygodniach został zwolniony po interwencjach i zabiegach ojca. Powrócił do Giszowca, gdzie przebywał do czerwca 1941, gdy został przymusowo wcielony do Wehrmachtu.
Po wojnie kierował pracą księgarni w Opolu, które to stanowisko powierzył mu Wydział Kultury Urzędu Wojewódzkiego w Katowicach. Został również korespondentem opolskim działającej w Katowicach gazet codziennych „Trybuny Robotniczej” i „Dziennika Zachodniego”. 10 listopada 1945 ożenił się z Zofią Poliwodą.
Brał czynny udział w tworzeniu pierwszej powojennej gazety w Opolu „Nowiny Opolskie”, został zastępcą redaktora naczelnego, a następnie naczelnym szefem. W 1947 został kierownikiem opolskiego oddziału wrocławskiego „Słowa Polskiego”. Następnie w latach 1948–1951 był kierownikiem opolskiego oddziału katowickiej „Trybuny Robotniczej”, a po utworzeniu samodzielnego województwa opolskiego i stworzeniu „Trybuny Opolskiej” został w niej kierownikiem działu, a później zastępcą redaktora naczelnego. Wydawał od 10 stycznia 1953 dodatek kulturalny „Głos znad Odry”.
Od lipca 1957 pełnił funkcję przewodniczącego prezydium Wojewódzkiej Rady Narodowej w Opolu. Od tego samego roku był posłem ziemi opolskiej na Sejm II, III, IV, V, VII, VIII kadencji (z przerwą w latach 1972–1976, aż do śmierci w listopadzie 1982). W Sejmie przez wszystkie kadencje pracował w Komisji Kultury i Sztuki (przez cztery kadencje jako wiceprzewodniczący) i przez cztery ostatnie kadencje w Komisji Spraw Zagranicznych (oraz w Polskiej Grupie Unii Międzyparlamentarnej), przez dwie kadencje w Komisji Mandatowo-Regulaminowej i przez jedną kadencję w Nadzwyczajnej Komisji Ziem Zachodnich oraz Komisji Wymiaru Sprawiedliwości.
Był przewodniczącym Wojewódzkiego Zespołu Poselskiego, członkiem egzekutywy w Komitecie Wojewódzkim Polskiej Zjednoczonej Partii Robotniczej (1956–1957, 1966–1980) oraz przewodniczącym Frontu Jedności Narodu (1962–1981). Pełnił funkcje w Towarzystwie „Polonia” (członek Rady Naczelnej 1963–1982), w Instytucie Spraw Międzynarodowych (członek prezydium Komitetu Organizacyjnego Badań Niemcoznawczych 1966–1970) oraz w Polskim Społecznym Komitecie Bezpieczeństwa i Współpracy w Europie (1970–1982). Współorganizował Opolskie Towarzystwo Przyjaciół Nauk, oddział Polskiego Towarzystwa Historycznego, redakcję Polskiego Radia w Opolu, Opolskiej Orkiestry Symfonicznej w Opolu, był członkiem założycielem Instytutu Śląskiego w Opolu i do 1980 wiceprzewodniczącym jego kuratorium.
Przez szereg lat pełnił funkcję prezesa oddziału Stowarzyszenia Dziennikarzy Polskich oraz prezesa oddziału Związku Literatów Polskich w Opolu. Prezes Opolskiego Towarzystwa Kulturalno-Oświatowego.
Zmarł 25 listopada 1982. Pochowany na cmentarzu komunalnym w Opolu z honorami wojskowymi. Na płycie nagrobnej wyryto słowa, którymi żegnał go Jan Goczoł:

„Z goryczy śląskiej ojcowizny dla Polski wysiłkiem myśli pracą słowa żył”.

## Publikacje
- Pamiętniki Opolan, Kraków 1954
- Gorycz ojcowizny, Katowice 1960
- Ludzie ziem zachodnich i północnych, Warszawa 1962
- Arka Bożek, Katowice 1963, 1973, Warszawa 1975
- Rodowody rewizjonistów, Katowice 1965
- Rewizjoniści w Budestagu, Katowice 1966
- Loksodroma Śląsk-Brazylia, Katowice 1969
- Od „Nowin” do „Trybuny”: z notatnika opolskiego redaktora, Katowice 1970
- The nationalist Lobby, Interpress Warszawa 1971
- Encyklopedia, która się nie ukazała (wraz ze Stefanem Popiołkiem), Katowice 1970
- Kartoteka śmierci: lista aresztowanych działaczy Dzielnicy I Związku Polaków w Niemczech w latach 1939–1945 (wraz ze Stanisławem Drozdowskim i Zdzisławem Rusinkiem), Opole 1973
- Arka Bożek, Warszawa 1975
- Pogmatwane drogi, Wydawnictwa MON, Warszawa 1976 i 1979
- Korzenie: portrety opolskie, Katowice 1980
- Góra św. Anny, Warszawa 1983
- Nieznana karta tajnego frontu, Warszawa 1985 (wydana dzięki żonie Zofii Hajduk, która zebrała zapiski męża i opracowała całość)

## Odznaczenia i nagrody
- Order Budowniczych Polski Ludowej (1974)[2]
- Order Sztandaru Pracy I klasy
- Krzyż Komandorski Orderu Odrodzenia Polski
- Krzyż Oficerski Orderu Odrodzenia Polski
- Krzyż Kawalerski Orderu Odrodzenia Polski (1956)[3]
- Srebrny Krzyż Zasługi
- Medal 10-lecia Polski Ludowej (1955)[4]
- Odznaka 1000-lecia Państwa Polskiego (1966)[5]
- Odznaka „Zasłużonemu Opolszczyźnie” (1968)[6]
- Nagroda „Trybuny Ludu” (1975)[7]